# نویبورگ آن در دوناو
شهر نویبورگ آن در دانوب (به آلمانی: Neuburg an der Donau) در ایالت بایرن در کشور آلمان واقع شده‌است.